# Niedersteinbach (Penig)
Niedersteinbach ist ein Ortsteil der Stadt Penig im Landkreis Mittelsachsen des Bundeslandes Sachsen. Er befindet sich nahe der Landesgrenze zu Thüringen. Zu Niedersteinbach gehören die südlich des Hauptortes gelegenen Ortslagen Steinbach und Obersteinbach.
Früher gehörte Niedersteinbach zur Gemeinde Langensteinbach, die am 1. Januar 2003 in die Stadt Penig eingemeindet wurde.

## Geographie

### Geographische Lage
Niedersteinbach besteht aus den drei Gemarkungen Niedersteinbach, Obersteinbach und Steinbach. Durch Ober- und Niedersteinbach fließt der namensgebende Steinbach, der in Langenleuba-Oberhain in die Leuba mündet, welche wiederum im bereits thüringischen Langenleuba-Niederhain in die Talsperre Schömbach fließt. Niedersteinbach befindet sich im Westen von Sachsen an der Grenze zum thüringischen Altenburger Land. Im Süden grenzt Niedersteinbach an den sächsischen Landkreis Zwickau. Der Ort liegt nordwestlich von Penig und ca. 15 km östlich von Altenburg. Der Gemeindeteil Obersteinbach liegt südlich von Niedersteinbach.
Die A 72, die ehemalige B 95 (seit 2015 S 51 bzw. S 57) und die B 175 führen nur wenige hundert Meter entfernt vorbei.

### Nachbarorte
|                        | Langenleuba-Oberhain                        |             |
| Beiern (Thüringen)     | Kompassrose, die auf Nachbargemeinden zeigt | Wernsdorf   |
| Flemmingen (Thüringen) | Dürrengerbisdorf                            | Markersdorf |

## Geschichte

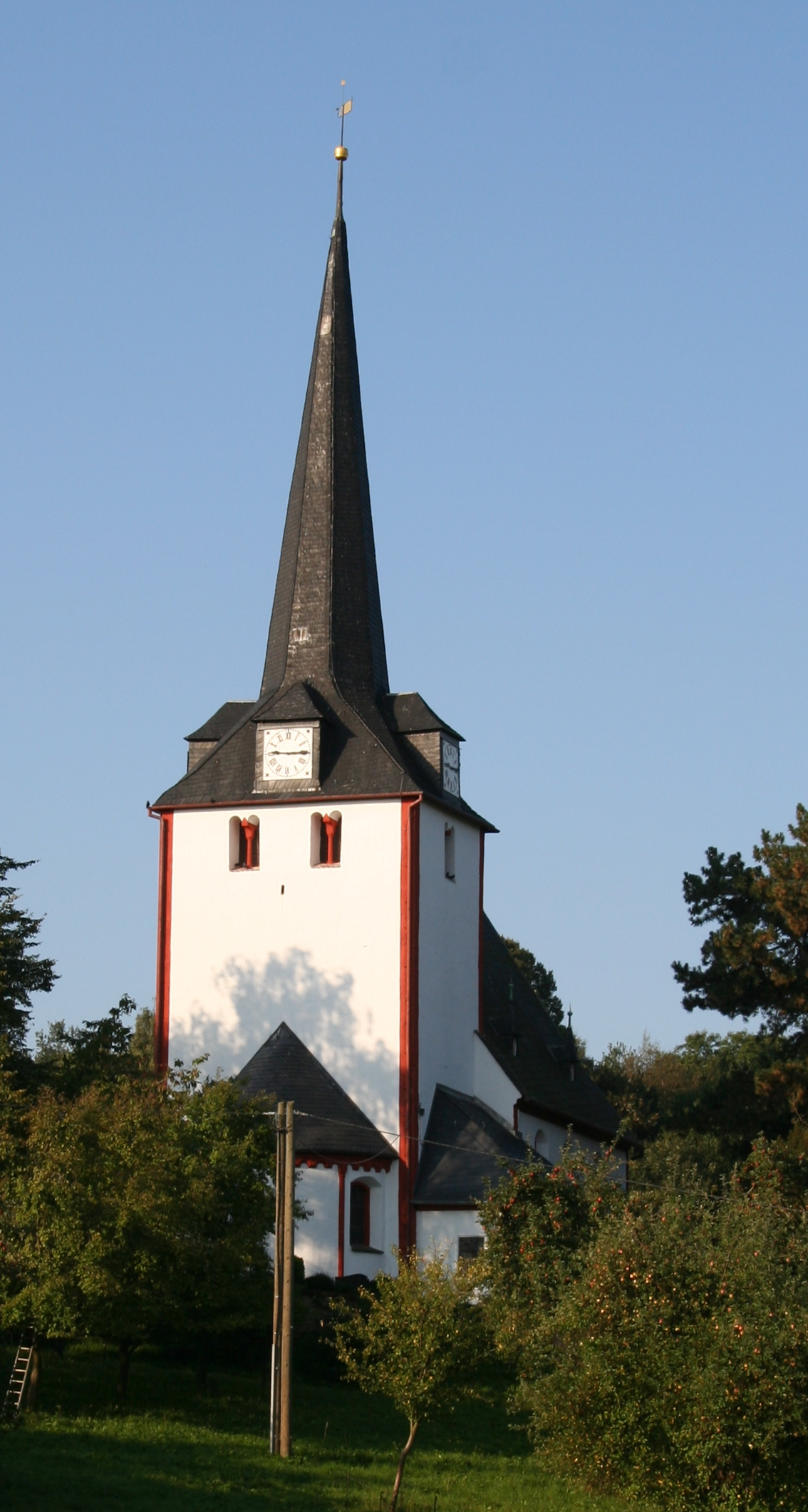
Kirche Niedersteinbach

### Ersterwähnung bis zur Leipziger Teilung 1485

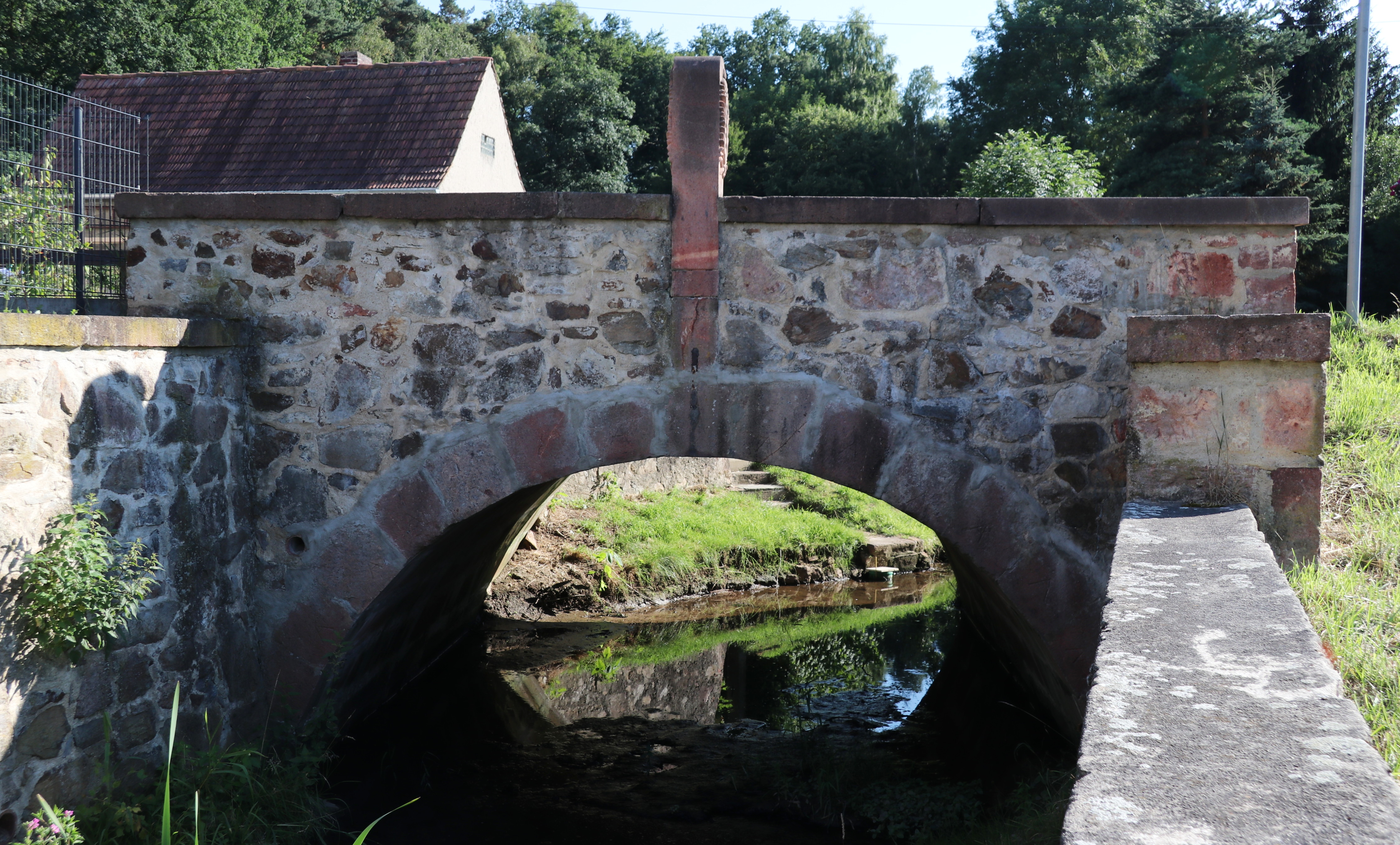
Brücke über den Steinbach mit Porphyrgrenzstein

Zeitgleich mit dem östlich gelegenen Nachbarort Wernsdorf entstanden um 1170 die Ortschaften Ober- und Niedersteinbach im Tal des namensgebenden Steinbachs. Erstmals urkundlich genannt wurden die Orte nach 1300. In dem Dokument beschreibt das Bistum Merseburg die Dörfer als Grenzorte gegenüber dem Bistum Naumburg. Am 10. März 1347 wurde das Dorf Steynbach von Otto, dem Burggrafen von Leisnig und Herrn auf Rochsburg, erwähnt. Die Herren von Leisnig begründeten im Jahr 1434 die Herrschaft Penig, zu der Ober- und Niedersteinbach fortan gehörten. Bei der Leipziger Teilung des wettinischen Besitzes wurde der Steinbach am 17. Juni 1485 als Grenzfluss zwischen dem ernestinischen Kurfürstentum Sachsen im Westen und dem albertinischen Herzogtum Sachsen im Osten festgelegt. Er bildete später auch die Grenze zwischen Sachsen und Thüringen. Fortan waren Ober- und Niedersteinbach in einen sächsischen und einen altenburgischen bzw. thüringischen Anteil getrennt.

### Ober- und Niedersteinbach (altenburgischer bzw. thüringischer Anteil)
Die 1485 zum ernestinischen Kurfürstentum Sachsen geschlagenen Anteile von Ober- und Niedersteinbach gehörten seitdem zum Amt Altenburg, das mit dem Naumburger Vertrag 1554 endgültig ernestinisch wurde und in der Folge zu verschiedenen Ernestinischen Herzogtümern gehörte: Herzogtum Sachsen (1554 bis 1572), Herzogtum Sachsen-Weimar (1572 bis 1603), Herzogtum Sachsen-Altenburg (1603 bis 1672), Herzogtum Sachsen-Gotha-Altenburg (1672 bis 1826).
Bei der Neuordnung der ernestinischen Herzogtümer im Jahr 1826 kamen die altenburgischen Anteile von Ober- und Niedersteinbach zum wiedergegründeten Herzogtum Sachsen-Altenburg. Trotz der verschiedenen Länderzugehörigkeit der Ober- und Niedersteinbacher Ortsteile lebten die Bewohner beider Orte bis Mitte des 19. Jahrhunderts jeweils in Ober- bzw. Niedersteinbach. 1848 erwogen die Regierungen des Herzogtums Sachsen-Altenburg und des Königreichs Sachsen eine Trennung der Gemeinden. Der am 25. Oktober 1854 dazu unterzeichnete Vertrag trat zum 1. Januar 1855 in Kraft. Dabei wurden die altenburgischen Landesanteile von Ober- und Niedersteinbach zur politisch selbstständigen Gemeinde „Steinbach“ zusammengefasst, welche im Jahr 1880 rund 150 Einwohner hatte. Nach der Verwaltungsreform im Herzogtum Altenburg von 1876 gehörte der Ort Steinbach juristisch zum Amtsgericht Altenburg und bezüglich der Verwaltung zum Ostkreis (bis 1900) bzw. zum Landratsamt Altenburg (ab 1900).
Ab 1918 gehörte die Gemeinde Steinbach zum Freistaat Sachsen-Altenburg, der 1920 im Land Thüringen aufging. Seit 1922 gehörte der Ort zum thüringischen Landkreis Altenburg. Im Jahr 1928 erfolgten ein Gebietsaustausch und eine Grenzbereinigung zwischen dem Freistaat Sachsen und dem Land Thüringen. Dabei wurden Flächen von Niedersteinbacher Anteil der thüringischen Gemeinde Steinbach an Sachsen abgegeben und mit der sächsischen Gemeinde Niedersteinbach in der Amtshauptmannschaft Rochlitz vereinigt. Bei der zweiten Kreisreform in der DDR wurden am 25. Juli 1952 die bestehenden Länder aufgelöst und die Landkreise neu zugeschnitten. Die Gemeinde Steinbach wurde dem verkleinerten Kreis Altenburg zugeteilt, der wiederum nun zum Bezirk Leipzig gehörte. Am 4. Dezember 1952 wechselte Steinbach innerhalb des Bezirks Leipzig in den Kreis Geithain, wodurch erstmals seit 1485 alle Gemeindeteile Steinbachs wieder zur gleichen Verwaltungseinheit gehörten.

### Ober- und Niedersteinbach (sächsischer Anteil)
Die 1485 an das albertinische Herzogtum Sachsen gekommenen Anteile von Ober- und Niedersteinbach gehörten weiterhin als Amtsdörfer zur Herrschaft bzw. zum Amt Penig der Herren von Leisnig. Das Amt Penig kam 1538 an den wettinischen Landesherrn und 1543 im Tausch an die Herren von Schönburg, die das Amt Penig als Schönburgische Landesherrschaft unter albertinisch-sächsischer Landeshoheit bis ins 19. Jahrhundert besaßen. Ein Teil des sächsischen Anteils von Niedersteinbach stand unter der Gerichtsbarkeit des Ritterguts Niederfrohna und gehörte somit als Exklave in das Amt Chemnitz.
Die sächsischen Anteile von Ober- und Niedersteinbach standen seit der Wittenberger Kapitulation im Jahr 1547 unter der Oberherrschaft des albertinischen Kurfürstentums Sachsen, das 1806 zum Königreich Sachsen erhoben wurde. 1835 kamen sie an das königlich-sächsische Amt Rochlitz. Durch die 1848 zwischen dem Königreich Sachsen und dem Herzogtum Sachsen-Altenburg erwogene und zum 1. Januar 1855 vollzogene Trennung der sächsischen und thüringischen Anteile der beiden Dörfer am Steinbach entstanden auf sächsischer Seite die Orte Obersteinbach (1871: 12 Einwohner) und Niedersteinbach (1871: 206 Einwohner). Sie unterstanden ab 1856 dem Gerichtsamt Penig und ab 1875 der Amtshauptmannschaft Rochlitz, welche 1918 im neu gebildeten Freistaat Sachsen weitergeführt wurde. Bei der im Jahr 1928 erfolgten Grenzbereinigung zwischen dem Freistaat Sachsen und dem Land Thüringen wurden Flächen von Niedersteinbacher Anteil der thüringischen Gemeinde Steinbach an Sachsen abgegeben und mit der sächsischen Gemeinde Niedersteinbach in der Amtshauptmannschaft Rochlitz vereinigt.
Am 1. Juli 1950 erfolgte auf sächsischer Seite der Zusammenschluss der bisher selbstständigen Gemeinden Niedersteinbach, Obersteinbach und Wernsdorf zur neuen Gemeinde Wernsdorf mit den Ortsteilen Niedersteinbach und Obersteinbach (900 Einwohner). Mit der Neugliederung der Länder der DDR in 14 Bezirke und der zweiten Kreisreform wurde die Gemeinde Wernsdorf mit ihren Ortsteilen Ober- und Niedersteinbach am 25. Juli 1952 dem neu gebildeten Kreis Geithain im Bezirk Leipzig zugeordnet.

### Geschichte seit der Vereinigung aller Ortsteile im Jahr 1953
Im Januar 1953 beschlossen die Gemeindevertretungen von Wernsdorf und der am 4. Dezember 1952 vom Kreis Altenburg in den Kreis Geithain gewechselten Gemeinde Steinbach den Zusammenschluss unter dem Namen „Wernsdorf“. Da die Mehrzahl der Ortsteile von Wernsdorf die Endung „-steinbach“ trug, wurde der Name der nun 1099 Einwohner zählenden Gemeinde Wernsdorf am 1. Januar 1956 in „Niedersteinbach“ umgeändert. Am 1. Januar 1981 erfolgte die Einführung neuer Straßennamen in den Ortsteilen Niedersteinbach, Obersteinbach und Steinbach.
Am 1. Januar 1994 erfolgte der Zusammenschluss der Gemeinde Niedersteinbach mit der Gemeinde Langenleuba-Oberhain zur Gemeinde Langensteinbach. Mit dieser kam der Ort bei der Auflösung des Landkreises Geithain am 1. August 1994 nicht wie die meisten Orte zum Landkreis Leipziger Land im Regierungsbezirk Leipzig, sondern zum Landkreis Mittweida im sächsischen Regierungsbezirk Chemnitz. Seit dem 1. Januar 2003 ist Niedersteinbach ein Ortsteil der Stadt Penig.

### Schulgeschichte

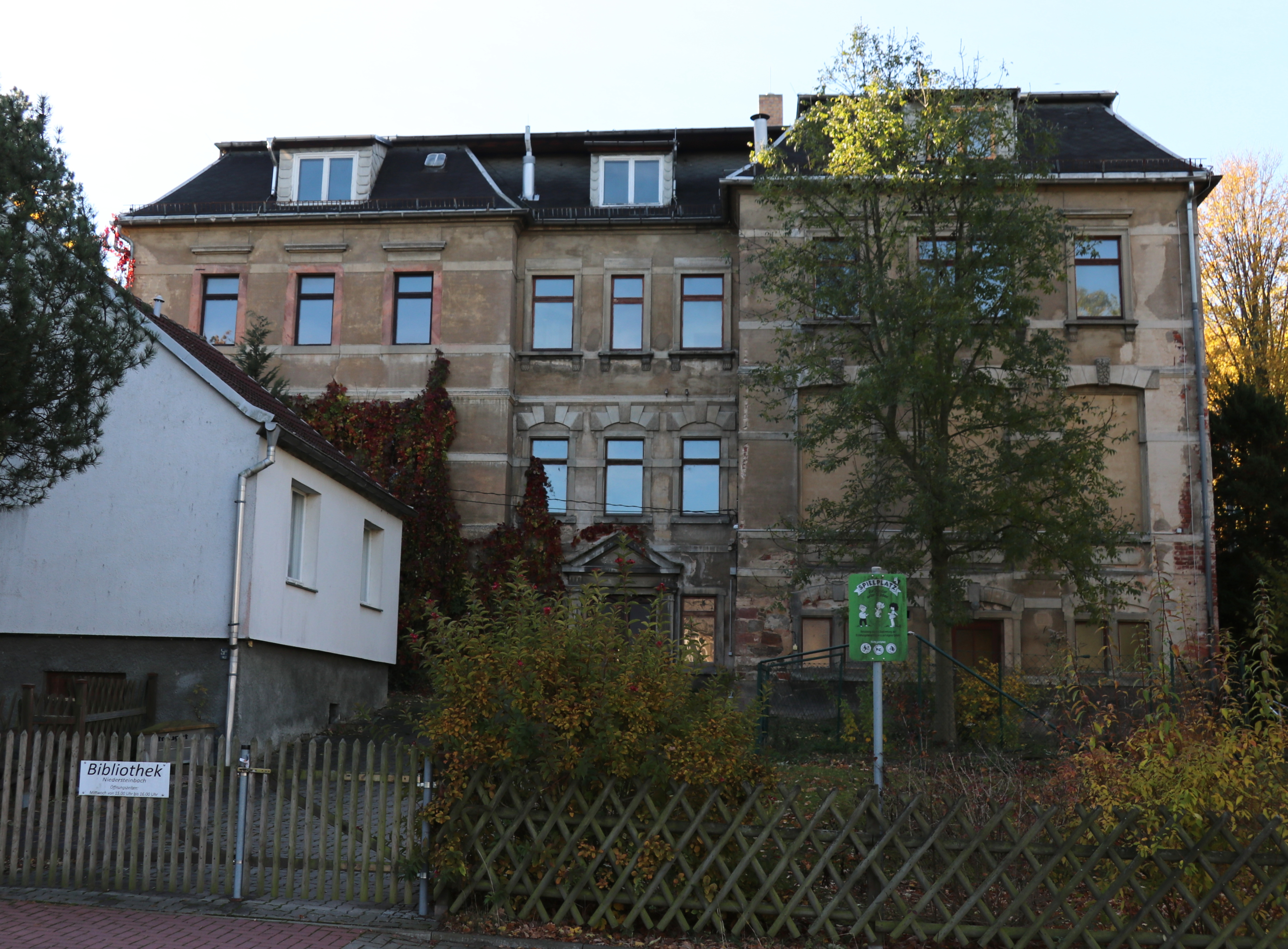
Ehemalige Schule; Später Kindergarten

Im 17. Jahrhundert wurde eine Schule erbaut, die 1843 durch ein neues Schulgebäude ersetzt wurde. 1903 kam ein Anbau hinzu. Die Schule wurde 1952 zur Grundschule Wernsdorf. Danach wurde sie noch mehrfach um- und ausgebaut. Später diente sie als städtischer Kindergarten und Wohnhaus. Der Kindergarten wurde Ende August 2014 geschlossen. Ende Mai 2020 haben die Arbeiten zum Abriss des denkmalgeschützten Gebäudes begonnen. Das frei gewordene Gelände wurde begrünt.

## Sehenswürdigkeiten
- siehe auch: Liste der Kulturdenkmale in Penig

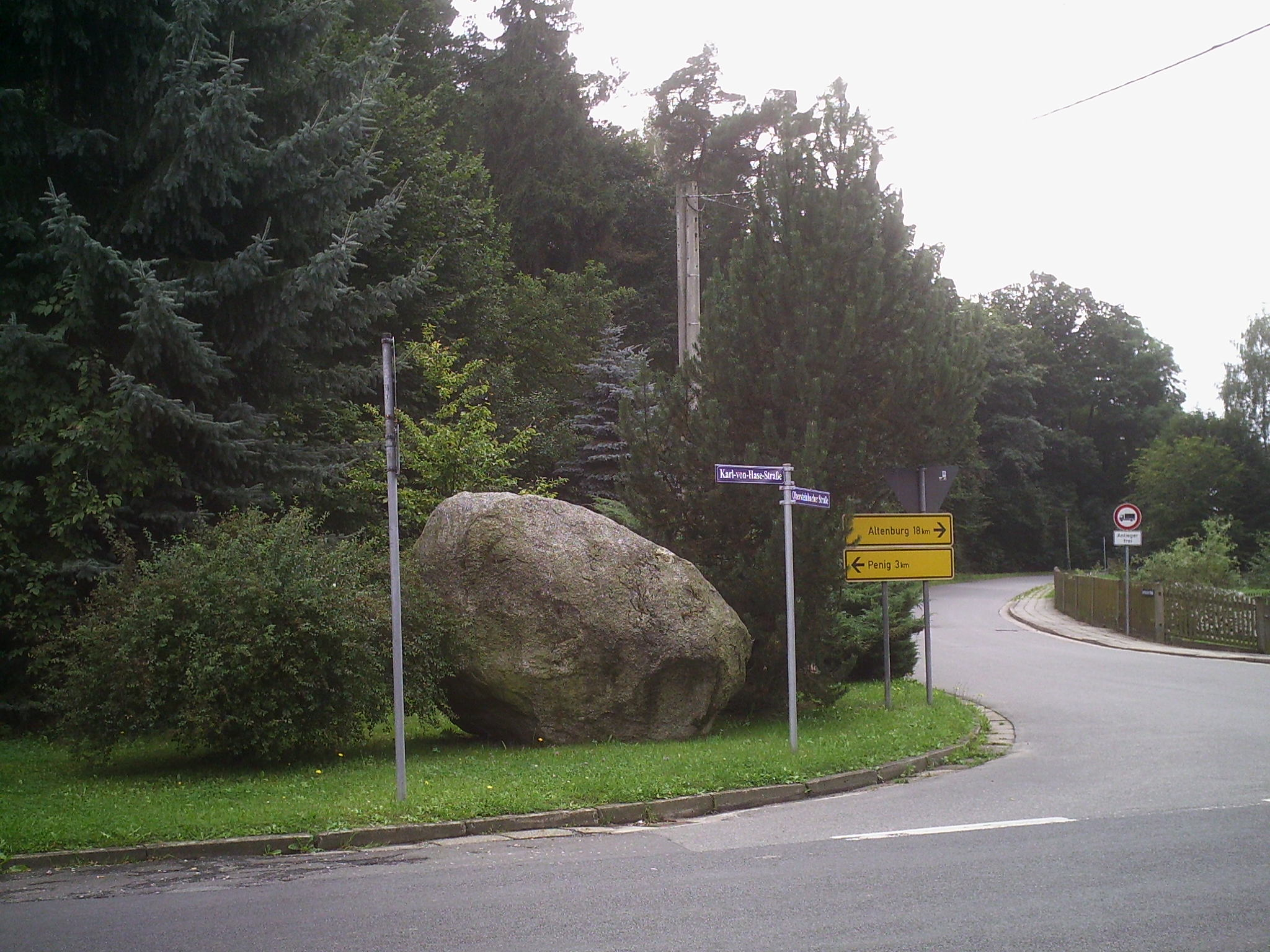
Findling

### Findling „Alter Schwede“
In einer der Sandgruben, die es in der Nähe des Ortes gibt, fand man in den 1990er Jahren einen 32 Tonnen schweren Findling aus Granit. Wegen seiner eiszeitlichen Herkunft erhielt er den Namen „Alter Schwede“.

### Eisenbahnviadukt

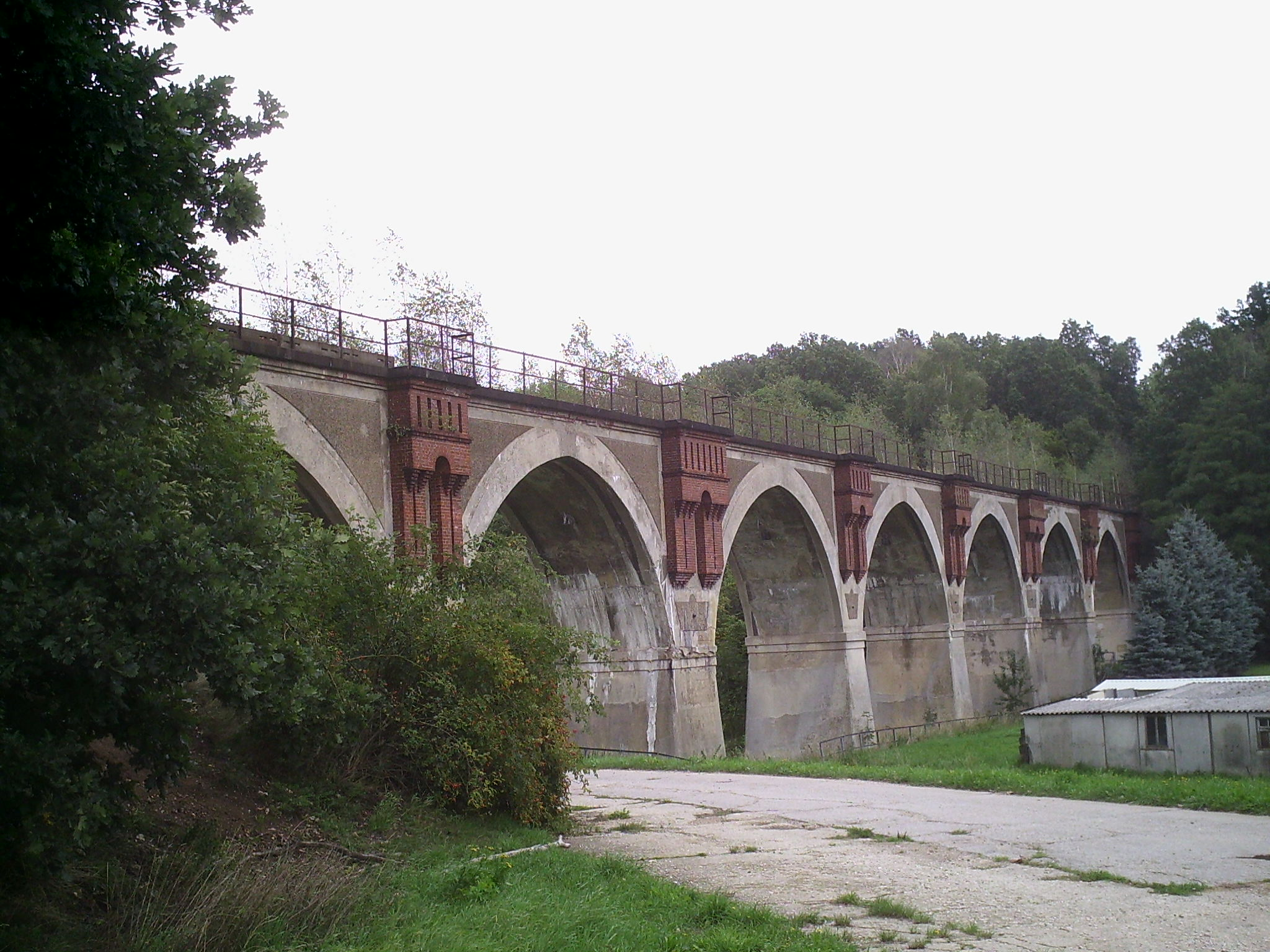
Eisenbahnviadukt

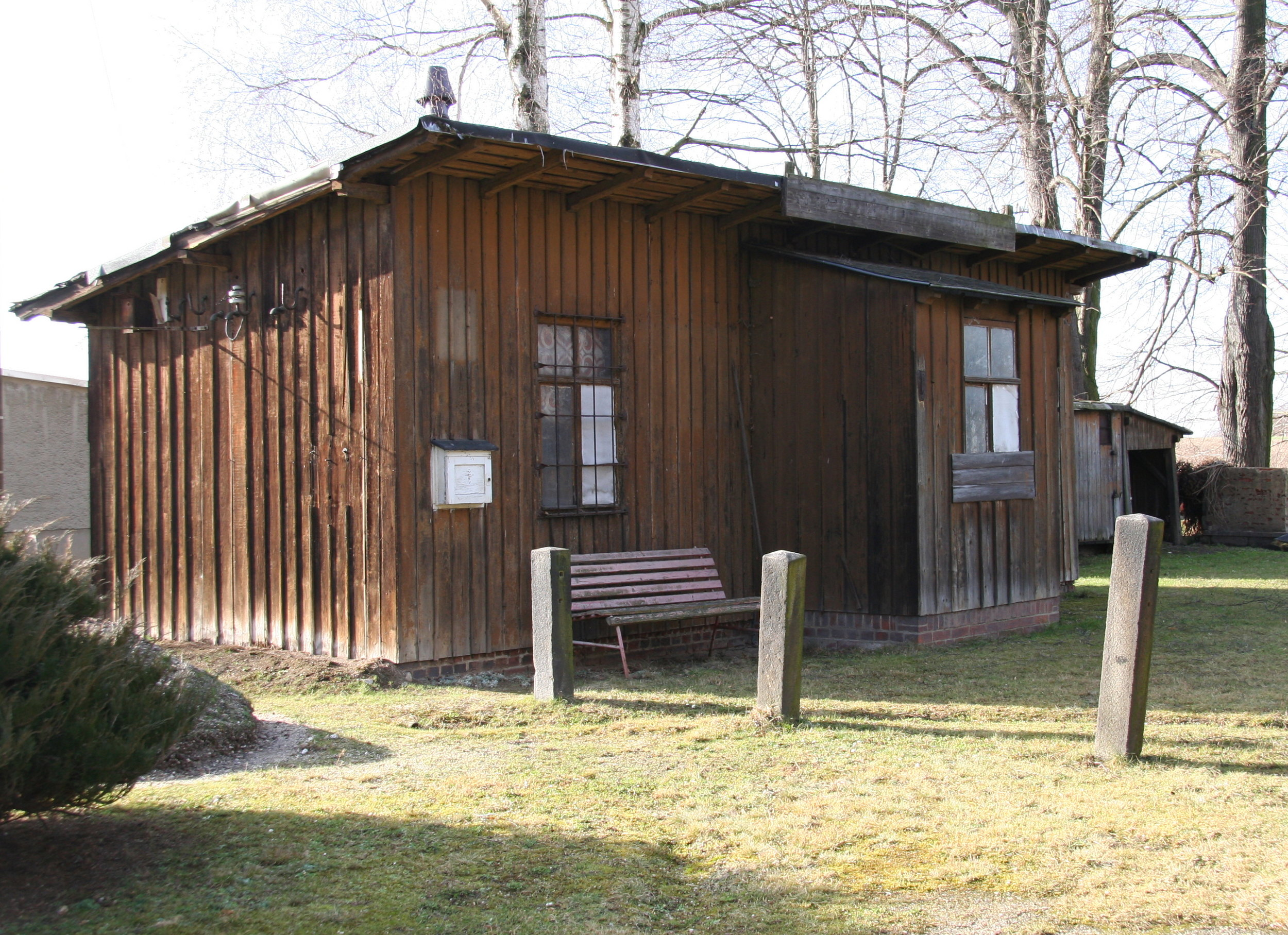
Bahnhof Steinbach

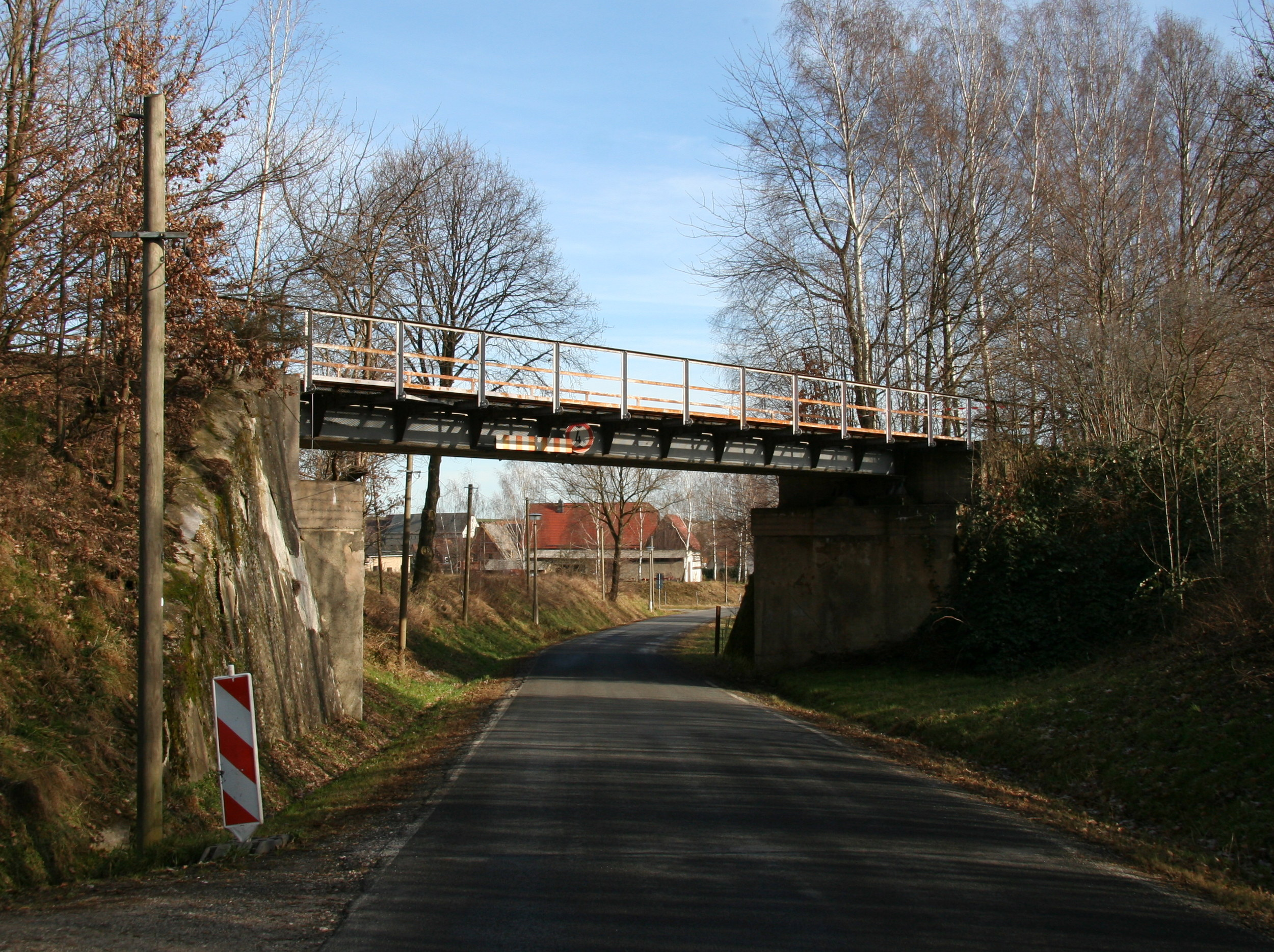
Brücke über die S 57 am Ortsausgang Niedersteinbach

Die 1900 erbaute und 1901 in Betrieb genommene Bahnstrecke Altenburg–Langenleuba-Oberhain führte bis zu ihrer Stilllegung im Mai 1995 über ein 7-bogiges, 107 Meter langes Viadukt, das auch heute noch zu bewundern ist. Der Ort besaß an dieser Strecke einen Bahnhof.

### Kirche
Die Kirche in Niedersteinbach ist eine Chorturmkirche spätromanischen Ursprungs und wurde etwa um 1200–1250 erbaut. Um 1754 wurde die Kirche außen und innen umgestaltet. In den vier Ecken gibt es Darstellungen von Stationen aus dem Leben Jesu (Geburt, Beschneidung, Taufe und Abendmahl). An der Decke im Kirchenschiff sind wichtige Szenen aus dem Neuen und Alten Testament, und an der Kanzel sind die vier Evangelisten sowie Jesus, Johannes der Täufer und Paulus dargestellt. Die Orgel stammt aus dem Jahre 1851 und wurde von der Firma Schmeisser in Rochlitz gebaut. Der Glockenstuhl wurde 2003 erneuert, und die mechanische Kirchenuhr aus dem Jahre 1885 wurde ebenfalls restauriert und schlägt halbe und volle Stunden.

## Persönlichkeiten
- Friedrich Traugott Hase (1754–1823), deutscher Schriftsteller und Dichter, sächsischer Geheimer Kabinettssekretär
- Karl von Hase (1800–1890), großherzoglich sächsischer Wirklicher Geheimrat, geboren in Niedersteinbach
- Ruth Klappenbach (1911–1977), Germanistin
- Gerhard Lorenz (1920–2023), Lehrer, Schulleiter, Ortschronist